# Wiesław Pieregorólka
Wiesław Pieregorólka (ur. w 1958 w Rybniku) – polski muzyk jazzowy, kompozytor, aranżer, dyrygent, bandlider.

## Życiorys
Urodził się w Rybniku, dzieciństwo spędził w Roju. Absolwent Wydziału Jazzu na Akademii Muzycznej im. Karola Szymanowskiego w Katowicach. Swój pierwszy big-band założył na drugim semestrze studiów. Współpracował m.in. z: Wojciechem Karolakiem, Tomaszem Szukalskim, Tomaszem Stańko, Janem „Ptaszynem” Wróblewskim, Andrzejem Zauchą, Andrzejem Rosiewiczem, Zbigniewem Wodeckim, Jerzym Połomskim, Ryszardem Rynkowskim, Kasią Kowalską, Natalią Kukulską. W latach 1983–1984 był kierownikiem muzycznym zespołu Music Market. W 1989 ukazała się jego autorska płyta pt. Big Band, którą zarejestrowano wczesną wiosną 1987 roku. Do nagrań zaprosił zarówno muzyków starszej, jak i młodszej geberacji, polskiej sceny jazzowej (Wojciech Karolak – również autor części kompozycji na płycie; Henryk Miśkiewicz, Wiesław Wysocki, Janusz Muniak, Paweł Dalach, Waldemar Kurpiński, Tomasz Szukalski, Joachim Ziebura, Janusz Kania, Wacław Smoliński, Henryk Majewski, Mieczysław Pawelec, Robert Majewski, Dariusz Macioch, Jerzy Wysocki, Waldemar Wąchała, Andrzej Życzyński, Mariusz Bogdanowicz, Adam Buczek, Mirosław Żyta). Przez 10 lat pełnił funkcję dyrektora ds. artystycznych w wytwórni Universal Music Polska. Jest kompozytorem utworu z repertuaru A. Zauchy pt. C’est la vie – Paryż z pocztówki, który został opublikowany na płycie Stare, nowe, najnowsze (1987). Kolejnym owocem współpracy obydwu artystów jest album pt. Andrzej Zaucha (1989). Skomponował także muzykę do wielu filmów, m.in.: Rozmowy o miłości, Oszołomienie czy Excentrycy, czyli po słonecznej stronie ulicy. Wraz z grupą Perfect oraz Polską Orkiestrą Radiową stworzył projekt, który był muzycznym połączeniem dwóch podmiotów wykonawczych, jakimi były zespół rockowy i orkiestra symfoniczna (Perfect Symfonicznie, 2002). 9 października 2016 roku Wiesław Pieregorólka został uhonorowany statuetką Honorowej Złotej Lampki Górniczej.

## Dyskografia

### Albumy solowe
- 1989: Big Band (LP, Polskie Nagrania „Muza” – SX 2564)[3]
- 2025: Big Band (CD, Gad Records – GAD CD 325) – reedycja[2]